# 鄧秉修
鄧秉脩（？—1620年），字愧前，福建福州府侯官縣人。

## 生平
万历二十八年（1600年）庚子科福建乡试举人，四十一年（1613年）癸丑科進士，授行人，四十二年赐祭潞王朱翊鏐，出封外藩，一切馈遗无所受。泰昌元年八月，光宗即位，授贵州道监察御史，上备兵六事，俱忤权贵，直声大振，巡按河南，未行卒。

## 家族
曾祖父鄧幹，嘉靖二十五年丙午舉人、新兴知县。